# Журавлеві
Журавлеві (Gruidae) — родина птахів з ряду журавлеподібних.

## Еволюція
Це давня родина, її появу відносять до еоцену (40-60 млн років тому). Найближчими родичами журавлевих вважають арамових (Aramidae) та агамієвих (Psophiidae), а історичною батьківщиною американський континент, звідки журавлі потрапили спочатку в Азію, а звідти в Африку та Австралію.

## Поширення
Журавлеві поширені на всіх континентах, крім Антарктиди та Південної Америки. Живуть у відкритих, болотистих регіонах, такі як тундра та савана. Журавель степовий живе у посушливих степах та напівпустелях.

## Опис
Птахи великих розмірів. Шия, ноги і дзьоб довгі. Живляться рибою, земноводними, дрібними плазунами та ссавцями. Заселяють багаті на рослинність болотисті місцевості або степи. Моногамні птахи. Гніздяться окремими парами.

## Систематика
Родина включає 4 роди з 15 сучасними видами та декілька викопних форм:
- incertae sedis
  - †Eobalearica
  - †Aramornis
- підродина Вінценосні (Balearicinae)
  - рід Вінценос (Balearica)
    - вид Журавель-вінценос північний (Balearica pavonina)
    - вид Журавель-вінценос південний (Balearica regulorum)

  - †Geranopsis
- підродина Журавлині (Gruinae)
  - рід Антігона (Antigone)
    - вид Журавель індійський (Antigone antigone)
    - вид Журавель канадський (Antigone canadensis)
    - вид Журавель австралійський (Antigone rubicunda)
    - вид Журавель даурський (Antigone vipio)

  - рід Журавель (Grus)
    - вид Журавель американський (Grus americana)
    - вид Журавель білошиїй (Grus carunculata)
    - вид Журавель сірий (Grus grus)
    - вид Журавель японський (Grus japonensis)
    - вид Журавель чорний (Grus monacha)
    - вид Журавель чорношиїй (Grus nigricollis)
    - вид Журавель блакитний (Grus paradisea)
    - вид Журавель степовий (Grus virgo)

  - рід Білий журавель (Leucogeranus)
    - вид Журавель білий (Leucogeranus leucogeranus)

  - †Palaeogrus
  - †Pliogrus
  - †Camusia

В Україні трапляються два види — журавель сірий та журавель степовий.